# Domingos Fernandes (bandeirante)
Domingos Fernandes (1577 - 24 de janeiro de 1652) foi um bandeirante paulista. Em 1610, juntamente com seu genro, Cristóvão Diniz, fundou o povoado de Itu, Fernandes ergueu o local para devoção a Nossa Senhora da Candelária, que mais tarde se tornaria Padroeira do município.

## História
Era filho de Manoel Fernandes e Suzana Dias, fundadora de Santana de Parnaíba. Com seu irmão, André Fernandes, em 1602, participou da bandeira de Nicolau Barreto a Guairá.
Entre 1610 e 1636, fundou a aldeia de Utuguaçu, atual cidade de Itu) nos campos de Piratininga com índios vindos do sertão. Ergueu, ali, uma capela sob a invocação de Nossa Senhora da Candelária de Itu (onde hoje, fica a Igreja do Bom Jesus), elevada a freguesia, em 1653, e que foi a origem da atual cidade de Itu.
Figurou na entrada de 1628. Exercia na vila da Parnaíba o cargo de avaliador.
Com seu genro, o sertanista Cristóvão Diniz  foi chefe de uma bandeira ao Guairá em 1631.